# كبريتات رباعي ديسيل الصوديوم
كبريتات رباعي ديسيل الصوديوم ( STS )، الذي يباع تحت الإسم التجاري سوتراديكول (Sotradecol )، هو دواء يستخدم لعلاج الدوالي، دوالي المريء، و الأوردة العنكبوتية.   و يستعمل أثناء إجراء يُعرف باسم العلاج بالتصليب عن طريق الحقن في الوريد. 
تشمل الآثار الجانبية الشائعة لهذا العقار على: الألم و الاحمرار و التورم و زيادة التصبغ و تلف الجلد.  إضافة إلى ذلك، فقد تشمل الآثار الجانبية الخطيرة الانسداد الرئوي و السكتة الدماغية و الحساسية المفرطة.  إنه عبارة عن مادة منظفة و فعّالة سطحية أنيونية تؤدي إلى الالتهاب و تكوين جلطات الدم و نسيج ندبي في الوريد الذي يتم حقنه فيه. 
تمت الموافقة على استخدام كبريتات رباعي ديسيل الصوديوم طبيا في الولايات المتحدة في عام 1946.  و هو يعد منخفض التكلفة نسبيًا.  في الولايات المتحدة، تبلغ تكلفة 5 جرعات حوالي 330 دولارًا أمريكيًا اعتبارًا من عام 2021.  في المملكة المتحدة، يكلف هذا المقدارهيئة الخدمات الصحية الوطنية حوالي 34 جنيهًا إسترلينيًا. 